# Emile van Emstede
Emile Jean Theodore Antoine Marie van Emstede (Venlo, 20 juli 1911 - Saint-Victor-la-Coste, 11 november 1994) was een Nederlands archivaris, historicus en beeldhouwer.

## Het begin van zijn carrière: Limburg en Drenthe
Emile van Emstede begon zijn carrière op 1 september 1929 bij de gemeente Horn, waar hij tot 30 november 1931 werkte. Daarna was hij van 1 december 1931 tot juni 1934 in dienst van de gemeente Herten-Beegden als archiefambtenaar. Tussen juni of juli 1934 en 1 mei 1939 óf 30 september 1941 werkte hij als archiefambtenaar bij de gemeente Roermond. Hij inventariseerde daar het zogenoemde Frans Archief 1796-1813. Tussen 5 april 1941 en 15 augustus 1942 was hij winterhulp te Roermond.
Vervolgens werkte hij tussen 1 oktober 1941 óf 1 augustus 1942 en 5 mei of 5 juni 1945 bij het Rijksarchief in Drenthe te Assen. Over deze periode is nog weinig bekend. In 1945 woonde hij nog in die stad. In 1957 ontwierp hij handwijzers in Havelte. In 1959 werd te Assen zijn zandstenen beeld De Verkeersmoloch geplaatst.

## Van Emstede in de Tweede Wereldoorlog
In de Tweede Wereldoorlog publiceerde Van Emstede bijdragen in het blad Volksche Wacht, uitgegeven door Uitgeverij Hamer onder invloed van de SS. Ook schreef hij minstens één artikel over de vestingstad Roermond in het Limburgse tijdschrift Frankenland, dat onder leiding van de NSNAP'er Bindels werd uitgebracht.

## Van Drenthe naar Peelland
Waar Van Emstede tussen 1945 en 1953 werkte is niet bekend. Op 22 juni 1953 startte hij als archiefambtenaar voor Gasselte, De Wijk, Sleen en Oosterhesselen. Op 3 maart 1958 stopte hij er.
Op 1 april 1958 werd Van Emstede aangesteld als eerste streekarchivaris van het Streekarchivariaat Peelland in het zuidoosten van de provincie Noord-Brabant, weer dichter bij zijn herkomstregio. Als zijn belangrijkste activiteit wordt het inventariseren van de oude en nieuwe archieven van de deelnemende gemeenten beschouwd. Hij was bovendien zeer actief in het publiceren van artikelen in lokale en regionale dag- en weekbladen over de geschiedenis van Peelland en het uitbrengen van bronnenpublicaties. Hij wilde hiermee vooral toekomstige academici en onderwijzers bedienen.
In 1972 werd Van Emstede in zijn functie van streekarchivaris censuur opgelegd door het bestuur van het streekarchivariaat, nadat hij zich in de media negatief had uitgelaten over de bestemming van het Dinghuis tot exclusief restaurant door de gemeente Deurne. De voorzitter van het streekarchivariaat, de burgemeester van Bakel en Milheeze, moest voortaan zijn publicaties eerst goedkeuren. De voorzitter onderbouwde dat als volgt: De heer Van Emstede werkt als streekarchivaris in een gemeenschappelijke regeling van vijf gemeenten. Het bestuur, waarvan ik voorzitter ben, is verantwoordelijk voor de publicaties van de heer Van Emstede als streekarchivaris naar buiten uit. Ik matig me geen oordeel aan over de kwestie, waarom het in dit artikel ging, maar wil daarvoor geen verantwoordelijkheid dragen. De heer Van Emstede kiest als streekarchivaris partij in een discussie tussen het gemeentebestuur van Deurne en de Deurnese bevolking en dat acht ik onjuist. Er is geen sprake van een schrijfverbod, laat staan van een spreekverbod aan de heer Van Emstede. Een publicatie als in het HD in zijn functie als streekarchivaris dient voortaan via mij te gaan.
In datzelfde jaar introduceerde hij het werken met vrijwilligers bij het archief. In het blad Traverse deed hij op 6 januari 1972 een oproep aan bezoekers en potentiële vrijwilligers: Gesteld kan worden, dat in het Streekarchivariaat Peelland de fundamenten nagenoeg voltooid zijn waarop een torenflat van kennis van het eigen heem en de regio kan worden gebouwd. Daarvoor echter zijn bouwers nodig ofwel belangstellenden. Dat kunnen zowel mensen zijn, die zich willen verdiepen in de kennis van het eigen heem en regio als mensen die zich interesseren voor hun eigen voorgeslacht. Indien men dit gebouw van de kennis van het eigen heem en regio een tastbare vorm wil geven dan zijn daarvoor belangstellenden nodig, die als vrijwilligers - dus zonder enige betaling - bereid zijn bepaalde schrijfwerkzaamheden in de archieven te verrichten, waardoor dit gebouw gestalte krijgt.

## Laatste jaren
Per 1 augustus 1976 ging hij met pensioen en werd hij opgevolgd door René Jansen. Van Emstede bleef na zijn pensionering vooralsnog in Deurne aan de Molenstraat wonen. Daarna woonde hij in Frankrijk. Op 11 november 1994 overleed hij te Saint-Victor-la-Coste (Frankrijk).

## Persoonlijke gegevens
Emile van Emstede was gehuwd en had 9 kinderen.

## Trivia
- Hij dient niet te worden verward met zijn naamgenoot Emile J.Th.A.M. van Emstede MD PhD, tot 2005 chirurg in het Diaconessenhuis te Meppel. Dat is een van Van Emstedes zonen.[14]
- Zijn persoonlijke motto was Meo Labore Serviam.[15]